# San Fiorano
San Fiorano – miejscowość i gmina we Włoszech, w regionie Lombardia, w prowincji Lodi.

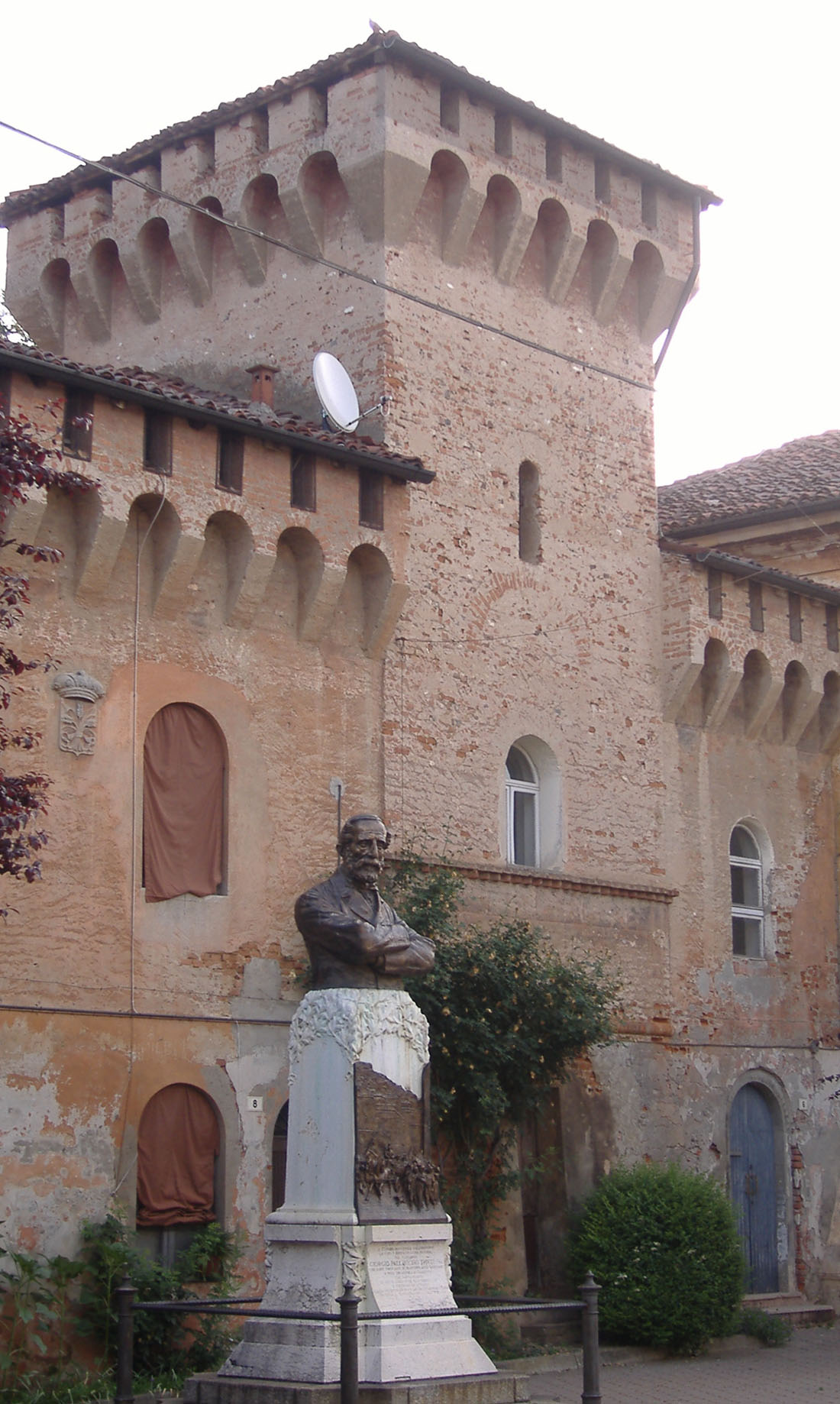
San Fiorano

Według danych na rok 2004 gminę zamieszkiwało 1635 osób, 204,4 os./km².